# 鴻沼川
鴻沼川（こうぬまがわ）は、埼玉県さいたま市を流れる一級河川である。荒川水系鴨川の支流である。上流では霧敷川（きりしきがわ）、下流では鴻沼川、また鴻沼排水路（こうぬまはいすいろ）とも呼ばれる。

## 流路
埼玉県さいたま市中心部のやや西寄りをほぼ南北に貫いて流れる。
源流はさいたま市北区宮原町・日進町にあるさいたま市立つばさ小学校、あるいはJR川越線の線路（大宮駅 - 日進駅間）付近である。源流よりほぼJR埼京線に沿って南へ流れ、中浦和駅で南西に向きを変え、さいたま市桜区新開で鴨川に合流する。
源流よりJR高崎線に沿って北に流れ鴨川にそそぐ逆川とほぼ源流を同じくする。このため、平成18年度（2006年度）に国土交通省によって行われた主要水系調査（荒川水系）に基づく利水現況図や、逆川の源流付近が暗渠となる以前に作成された地形図では、あたかも鴻沼川と逆川とが一本の川であるかのように見えるが、これらは別の川である。
鴻沼川および逆川によって形成された低地によって、大宮台地（北足立台地）の与野支台と浦和大宮支台とが隔てられている。

## 名称
呼び方は、地域によって異なっている。さいたま市北区では霧敷川、大宮区では霧敷川・切敷川・切引川、中央区では北部で霧敷川、南部に下り、旧鴻沼の下流になると鴻沼川や鴻沼排水路に変わり、南区・桜区では、鴻沼川・鴻沼排水路・高沼排水路などと呼ばれている。

## 歴史
江戸初期まで与野と浦和西部には鴻沼があり、溜池として利用されていた。享保年間の新田開発の際にこの溜池の水を抜くために作られた排水路が鴻沼川である。鴻沼の両端には見沼代用水から引いた高沼用水路として東西両縁を開削し、鴻沼川は鴻沼跡の中央を流れる悪水路となった。
鴻沼より上流の霧敷川は、干拓以前から鴻沼に流入する河川であったが、西縁用水路と合流し農業用水としても利用されていた。その後、1965年（昭和40年）に鴻沼排水路と接続し、一つの河川となった。今でも下流では鴻沼川、上流では霧敷川と呼ばれている。これにより、西縁用水路は排水路と合流せず対岸に流れるようになった。近年では田園がほとんど消滅したため、1992年（平成4年）には鴻沼排水関係ニケ土地改良区連合を解散し、市の河川課の管轄となった。

## 治水

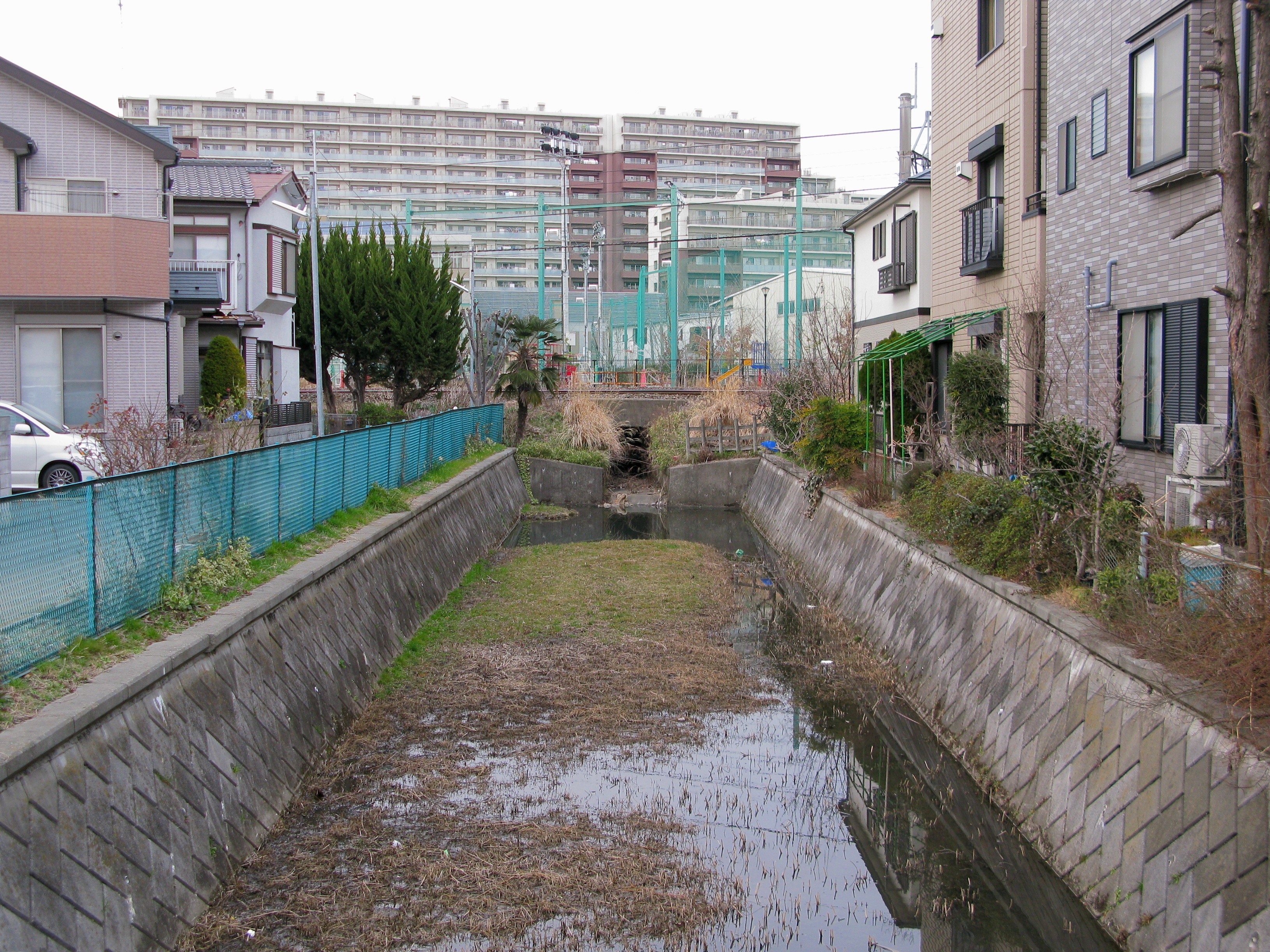
一級河川鴻沼川の源流（川越線以南）（2012年2月）

今のような整備された鴻沼川になる前は大雨のたびに氾濫を繰り返していた。昭和時代には仮護岸と呼ばれる木材で作られたものを鴻沼川の水路の中央に設置した。いまでも未改修の氷川橋より上流部には残っている。
- 1997年（平成9年）：一級河川に指定。
- 1998年（平成10年）9月：台風5号により、鴻沼川流域では3775戸もの浸水被害が発生した。この事態に1998年度（平成10年度）に旧・浦和市・与野市域を「河川激甚災害対策特別緊急事業」に、翌1999年度（平成11年度）から旧・大宮市域を「床上浸水対策特別緊急事業」に指定し、河道の改修、護岸の設置、鴨川への合流点から氷川橋までの河道の拡幅、流れを妨げる鴻沼川中流域の11の橋梁の撤去や改修などの河川改修を緊急的に進めた。浸水被害の深刻であった現大宮区エリアには地下式の桜木調節池が建設されたが、近年も大宮区内では避難判断水位に達することが多く、中央区の与野中央公園の拡張整備地域に地上開放型の調節池を建設する方針となっている。

## 支流
- 高沼用水路
  - 高沼用水路東縁
  - 高沼用水路西縁
- 田島排水路
- 合野谷排水路

## 橋梁
鴻沼川には様々な橋があるが、おおよそ2種類に分けることができる。
- 鴻沼橋などの旧橋梁 - 鴻沼川に架かる橋はこのタイプがほとんどだった。コンクリート製の欄干だが、改修が進みいくつかの橋が架け替えられた。
- 激甚対策事業で架け替えられた橋 - 上の宮橋・里見橋・中里橋・氷川橋などを除いて、茶色の欄干の橋に架け替えられ、竣工年月・橋名・橋名の読み・河川名が両端に記された。

中流の鴻沼橋、下流のたがい橋、平川戸橋、新開橋は、1885年（明治18年）よりも前に今の原形となる橋が既に架けられていた。
|                  | よみがな                         | 竣工                      | 橋名由来 | 橋の特徴・周辺の状況 |
| ---------------- | -------------------------------- | ------------------------- | --- | --- |
| 一条橋           | いちじょうはし                   | 不明                      | 上流から架橋されている順で、最初に架かることから                                                               | 欄干はガードレールとなっている |
| 大進橋           | たいしんはし                     | 不明                      | 東岸の「大成」と西岸の「日進」を結ぶことから                                                                   | |
| 三条橋           | さんじょうはし                   | 不明                      | 上流から数えて3番目に架かることから                                                                            | フェンスで欄干もない |
| 松原橋           | まつばらはし                     | 1968年（昭和43年）3月     | 西岸の日進地区にある松原住宅に架かることから                                                                   | |
| 五条橋           | ごじょうはし                     |                           | 上流から数えて5番目に架かることから                                                                            | |
| 六条橋           | ろくじょうはし                   |                           | 上流から数えて6番目に架かることから                                                                            | |
| 七条橋           | ななじょうはし                   |                           | 上流から数えて7番目に架かることから                                                                            | |
| 八条橋           | はちじょうはし                   |                           | 上流から数えて8番目に架かることから                                                                            | |
| 鍛治橋           | かじはし                         | 1965年（昭和40年）6月     | 鍛冶屋がいたという説が有力                                                                                     | |
| 平和橋           | へいわはし                       |                           | | |
| 稲荷橋           | いなりはし                       |                           | | |
| 大志橋           | たいしはし                       |                           | | |
| 十三条橋         | じゅうさんじょうはし             |                           | 上流から数えて13番目に架かることから                                                                           | |
| 陣屋橋           | じんやはし                       |                           | | 埼玉県道216号上野さいたま線 一級河川起点 |
| 十五条橋         | じゅうごじょうはし               |                           | 上流から数えて15番目に架かることから                                                                           | 自動水位観測所が設置されている |
| 十六条橋         | じゅうごじょうはし               |                           | 上流から数えて16番目に架かることから                                                                           | |
| 誠橋             | まことはし                       |                           | | |
| 学橋             | まなびはし                       |                           | | |
| 新成橋           | しんせいはし                     |                           | | |
| 二十条橋         | にじゅうじょうはし               |                           | 上流から数えて20番目に架かることから                                                                           | |
| 普門橋           | ふもんばし                       |                           | 近くに普門院があることから                                                                                     | |
| 二十二条橋       | にじゅうにじょうはし             |                           | 上流から数えて22番目に架かることから                                                                           | この橋から神明橋までの間の東側に地下河川の流入立杭(深さ23m)があり、四十一条橋の西側にある地下調整池・桜木調節池まで地下河川が平行して流れている                                                  |
| 神明橋           | しんめいはし                     |                           | | |
| 不惑橋           | ふわくばし                       |                           | | |
| 見返り橋         | みかえりばし                     |                           | | コンクリートの欄干 竣工から経過しているため橋名板が読み取れないほど |
| 櫛引橋           | くしびきばし                     |                           | この付近の地域名から 明治時代には櫛引村という村も存在                                                          | 下流にも同名の橋がある |
| 二十七条橋       | にじゅうななじょうはし           | 不明                      | 上流から数えて27番目に架かることから                                                                           | |
| 櫛引橋           | くしびきばし                     |                           | この付近の地域名                                                                                               | 埼玉県道2号さいたま春日部線 上流にも同名の橋がある |
| 小村田橋         | こむらだばし                     |                           | この付近の地名「小村田」から 明治時代には小村田村という村も存在                                                | |
| 桜橋             | さくらばし                       |                           | この付近の地名「桜木」から 明治時代には桜木村という村も存在                                                    | 同名の橋が下流にある |
| 栄橋             | さかえはし                       |                           | | |
| 桜三条橋         | さくらさんじょうはし             |                           | | |
| 桜四条橋         | さくらよんじょうはし             |                           | | |
| 西大橋           | にしおおはし                     |                           | | |
| 小桜橋           | こざくらばし                     |                           | 西岸の「小村田」と東岸の「桜木」の境に架かることから                                                           | |
| 芦原橋           | あしはらばし                     |                           | | 親柱にはアニメのキャラクターが描かれている この橋より、東岸にある与野中央通りと沿って流れる |
| 戸崎橋           | とさきばし                       |                           | | |
| 日の出橋         | ひのでばし                       |                           | 瑞祥的な命名                                                                                                   | |
| 三十九条橋       | さんじゅうきゅうじょうはし       |                           | 上流から数えて39番目に架かることから                                                                           | |
| 四十条橋         | よんじゅうじょうはし             |                           | 上流から数えて40番目に架かることから                                                                           | |
| 四十一条橋       | よんじゅういちじょうはし         |                           | 上流から数えて41番目に架かることから                                                                           | この橋から四十二条橋までの西側に地下調整池・桜木調整池がある |
| 四十二条橋       | よんじゅうにじょうはし           |                           | 上流から数えて42番目に架かることから                                                                           | |
| 南大橋           | みなみおおはし                   |                           | | 埼玉県道56号さいたまふじみ野所沢線 地下を首都高速埼玉新都心線の新都心トンネルが通過 この橋より南は両岸に桜が植栽されており3月は名所となる                                                        |
| 四十四条橋       | よんじゅうよんじょうばし         | 2011年3月架替             | 上流から数えて44番目に架かることから                                                                           | 架け替えにより橋梁位置は以前より高くなり傾斜がついた |
| 富士見橋         | ふじみばし                       |                           | 瑞祥的な命名                                                                                                   | |
| 氷川橋           | ひかわばし                       |                           | 西に氷川神社があることから                                                                                     | 激特事業によって架け替えられた 中里橋と同じ外観 これより上流は河道拡幅工事中 |
| 八幡橋           | はちまんばし                     |                           | 八幡通りに架かることから                                                                                       | 埼玉県道215号宗岡さいたま線 |
| 落合橋           | おちあいばし                     |                           | この付近の地名「落合」から。明治には落合村があった                                                             | |
| 赤山橋           | あかやまばし                     |                           | 赤山通りに架かることから                                                                                       | 江戸時代に作られた『与野町絵図』に、名を記されないが橋が見てとれる。享保11年（1726年）に石橋供養塔という石碑が立てられた。                                                                       |
| 西谷橋           | にしやはし                       |                           | | |
| 光橋             | ひかりばし                       |                           | 瑞祥的な命名                                                                                                   | 東北新幹線・埼京線の高架と平行して整備された緑道に架かる歩道橋 |
| 霧敷橋           | きりしきばし                     | 2007年架替                | この付近での名称「霧敷川」より                                                                                 | 埼玉県道119号与野停車場線 |
| 福原橋           | ふくはらばし                     |                           | この付近の東岸にあった福原沼から                                                                               | |
| 巽橋             | たつみばし                       |                           | この付近の西岸にあった巽と呼ばれる字（あざ）から                                                               | 「たつみ通り」 この橋から中里橋までの間の両岸には与野中央公園が整備されている |
| 中里橋           | なかざとばし                     |                           | この付近の地名「中里」から。明治には中里村があった                                                             | |
| 里見橋           | さとみばし                       |                           | 鈴谷地区の高台から「中里を見る」ことから                                                                       | 「里見通り」 架け替え後、緑色の欄干になった |
| 大榧橋           | おおがやばし                     | 1987年（昭和62年）        | 西に国の天然記念物の「与野の大カヤ」があることから                                                             | 欄干はガードレールで親柱にドラえもんやサザエさんなどが描かれている 周辺は流路に沿って桜並木が整備されている                                                                                      |
| 鈴谷橋           | すずやばし                       |                           | この付近の地名「鈴谷」から 明治時代には鈴谷村が存在                                                            | 国道463号 欄干はガードレールとなっていて、橋名を確認できるものはない |
| 小鈴橋           | こすずばし                       |                           | | |
| 大戸橋           | おおとばし                       |                           | この付近の地名「大戸」から 明治時代には大戸村が存在                                                            | |
| 鴻沼橋           | こうぬまばし                     |                           | 昔の鴻沼のちょうど中央に位置することから                                                                       | この橋の下流側に都市計画道路道場三室線が建設中 |
| 西戸橋           | にしとばし                       |                           | 西岸の西堀と東岸の大戸を結ぶことから                                                                           | 埼玉県道57号さいたま鴻巣線・新六間道路 コンクリートの欄干 下流側に歩道用の橋も作られている |
| 新上の宮橋       | しんかみのみやばし               | 2013年                    | 上の宮橋の上流に新しく架かる橋から                                                                             | 都市計画道路町谷本太線「市役所通り」 |
| 上の宮橋         | かみのみやばし                   | 2002年                    | 西岸の西堀氷川神社が(「下の宮」とも称される田島氷川神社に対し)上の宮とも呼ばれ、字（あざ）にも残っていた事から | 「裏門通り」 |
| 高沼橋           | たかぬまばし                     | 1993年5月                 | 鴻沼の通称で付近の地名でもあった「高沼」から                                                                   | 「別所沼通り」 桁高が高く、両端の坂の部分の舗装が車の底に接触することがあり、傷だらけである 同じような橋も下流には多くあるが、この橋は特に交通量が多いようである                                 |
| こけし橋         | こけしばし                       | 1988年                    | こけしの装飾が施されていることから                                                                             | 橋の欄干にコケシが彫られている歩道橋 |
| たがい橋         | たがいばし                       | 1980年                    | | ガードレールの欄干 |
| 合野谷橋         | あいのやばし                     |                           | | 大型車の通行は禁止されている |
| 合野谷歩道橋     | あいのやほどうきょう             |                           | | 合野谷橋の歩道専用橋 |
| C-13号橋         |                                  | 1981年                    | | さいたま市道C-156号線 秋ヶ瀬緑道から田島氷川神社（田島氷川公園）に向かうところに架かる青色の橋 橋名板には単に「人道橋」とある                                                                    |
| 平川戸橋         | ひらかわとばし                   | 1964年（昭和39年）3月25日 | 付近の地名が大字西堀字平川戸であったことから                                                                   | 埼玉県道165号大谷本郷さいたま線 明治期には流路は現在よりやや北に位置し、そのため橋もやや北に架かっていた 歩道があまり整備されていなかったが、下流側に歩道橋が建設された 右岸には鴻沼資料館がある |
| 鴻沼橋           | こうぬまばし                     |                           | | 民間発行の地図では、立花橋や高沼大橋との表記もある 首都高速埼玉大宮線・国道17号新大宮バイパス |
| 新開橋歩道側道橋 | しびらきばしほどうそくどうきょう |                           | 新開橋の上流側の歩道橋                                                                                         | 新開橋には歩道が無く、狭く危険なため両側に橋を新設した際にできた緑色の橋 |
| 新開橋           | しびらきばし                     | 1985年                    | この付近の地名「新開」から                                                                                     | |
| 新開歩道橋       | しびらきほどうきょう             |                           | 新開橋の下流側の歩道橋                                                                                         | |
| 桜橋             | さくらばし                       | 1982年                    | 春に橋から上流側を望むと秋ヶ瀬緑道沿いに桜並木となっているためとされている                                     | |
| 最後に架かる橋   |                                  |                           | もともとここは堤防であったが、改修により下流の鴨川合流点に鴻沼樋門を作り、その堤防の跡に橋を架けた 黒い欄干    | |

## 河川施設

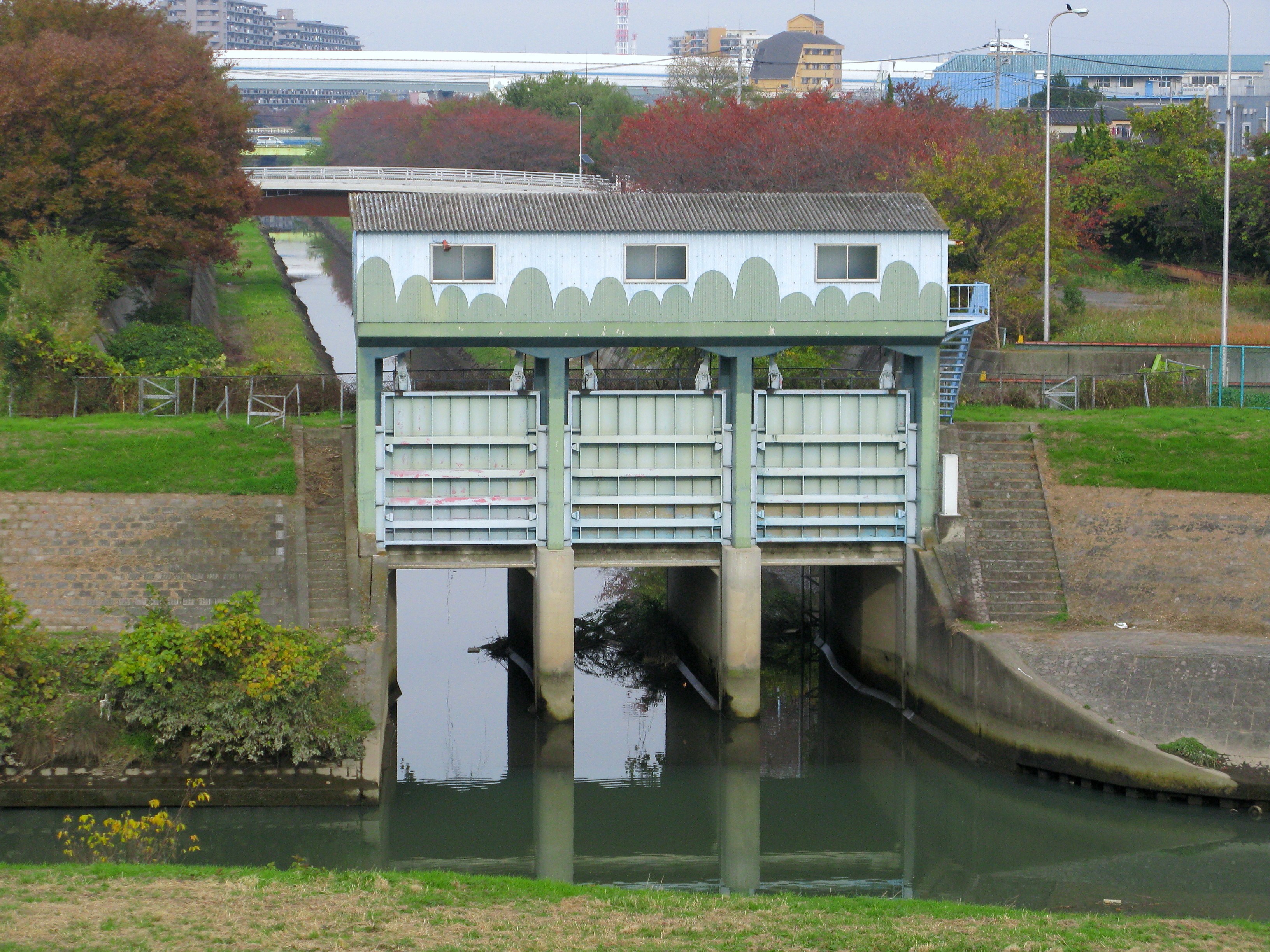
鴻沼川と鴨川の合流点、鴻沼樋門

- 鴻沼資料館 - 鴻沼川や周辺の新田開発の歴史を紹介。
- 桜木調節池
- 鴻沼川地下河川貯留施設
- 秋ヶ瀬緑道
- 鴻沼樋門